# Newcastle Emlyn
Newcastle Emlyn est une ville du pays de Galles, dans le nord-ouest du comté du Carmarthenshire, à la frontière avec le Ceredigion. Elle se trouve au bord de la rivière Teifi.

## Toponymie
Les noms anglais et gallois font référence au château de Newcastle Emlyn : ils désignent le « nouveau château » (nīwe + castel en vieil anglais, castell + newydd en gallois) situé dans le cantref d'Emlyn (en), une des subdivisions administratives du Dyfed médiéval. Mention est faite du Novum castrum de Emlyn en latin vers 1240 ; le nom anglais de la ville est attesté en 1295.

## Culture locale et patrimoine

### Lieux et monuments
- Le château de Newcastle Emlyn, château du XIIIe siècle en ruines, qui domine la ville.

### Jumelage
- Plonévez-Porzay (France)